# Formation professionnelle en France
Pour les articles homonymes, voir Formation.

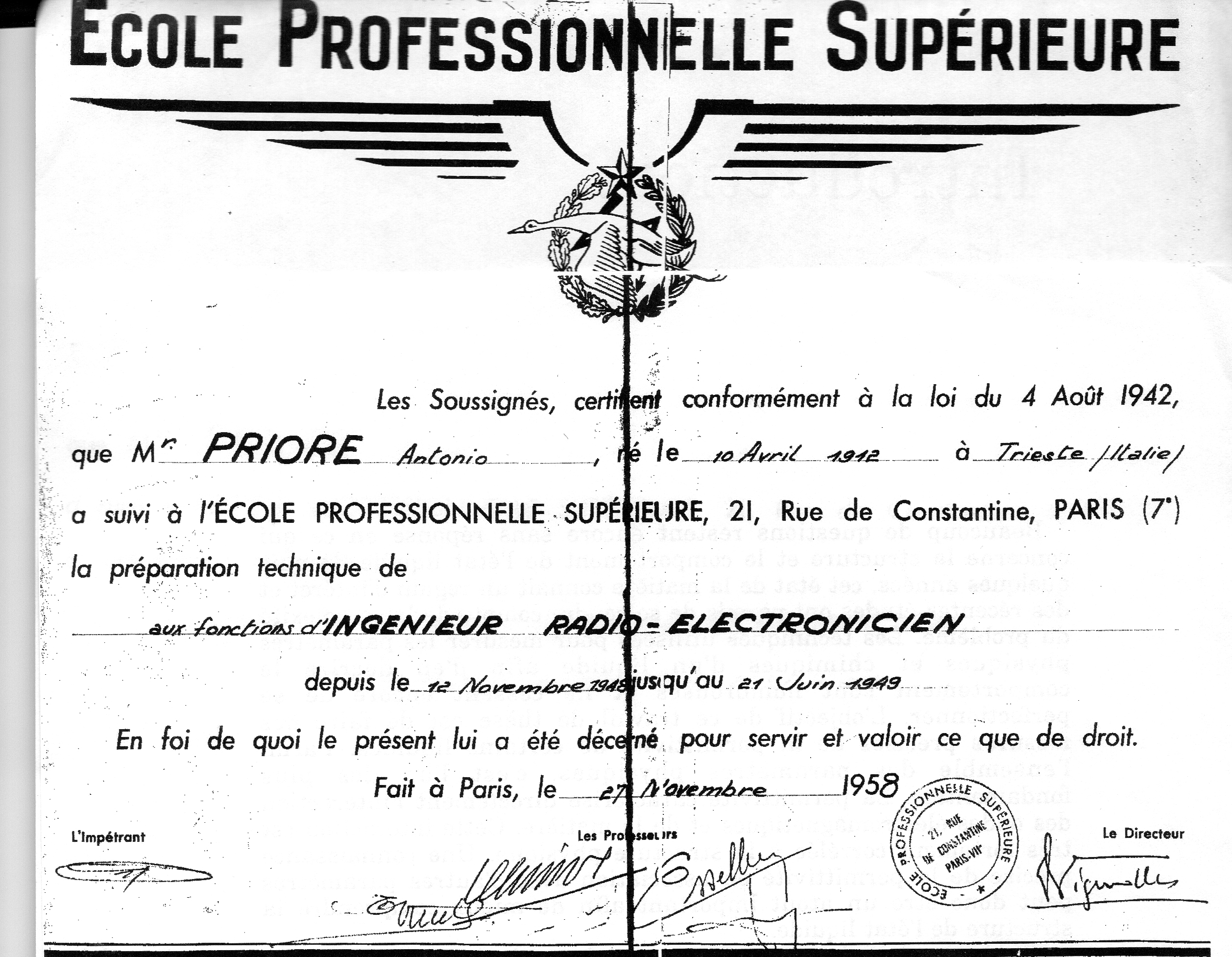
Attestation de formation professionnelle

La formation professionnelle est le processus d'apprentissage qui permet à un individu d'acquérir le savoir, le savoir-faire et le savoir-être (capacité et aptitude) nécessaires à l'exercice d'un métier ou d'une activité professionnelle.
Intégrée dans le système éducatif essentiellement par les GRETA au sein de l'Éducation nationale française et par l'AFPA, la formation professionnelle est encore traditionnellement associée à la pratique et à la technique des niveaux post-secondaire et/ou tertiaires non-universitaire plutôt qu'à la théorie et à l'abstraction conceptuelle qui caractérisent le niveau tertiaire universitaire. S'adressant à des adolescents et à des adultes, développant des savoir-faire et des connaissances spécifiques, mobilisant des ressources en constante évolution, la formation professionnelle fait partie de l'éducation des adultes et occupe un champ de recherche à part entière dans les sciences de l'éducation (pédagogie pour la formation professionnelle). En France, les acteurs de la formation professionnelle sont réunis au sein de la Fédération française de la formation professionnelle.

## Histoire
La formation professionnelle n’a cessé d’évoluer au fil du temps. Il y a quelques décennies, les connaissances obtenues lors de la formation donnée par le système scolaire suffisaient généralement pour exercer un métier avec ces seules connaissances. Aujourd'hui, du fait de l'accélération des mutations technologiques et organisationnelles, les individus doivent actualiser leurs connaissances et acquérir de nouveaux savoirs, ce qui nécessite de recourir à la formation professionnelle. On attend de celle-ci qu'elle soit mutuellement avantageuse: le salarié acquiert de nouvelles compétences et maintient ainsi son employabilité tandis que l'entreprise gagne en compétitivité. L'investissement en formation est devenu encore plus nécessaire du fait de la mondialisation, la concurrence internationale devenant de plus en plus exacerbée.
La formation d'un individu s'inscrit dans trois phases dont l'importance relative a changé au fil du temps. La première phase correspond à une formation "avant le travail" à travers le système scolaire, communément appelée formation initiale. La deuxième phase fait référence à la formation continue, c'est-à-dire que le travail se fait en même temps que la formation. Enfin, la troisième phase qui est aujourd'hui très importante consiste en l’acquisition des compétences « au cours même » du travail et « par son intermédiaire ». Autrement dit, la formation ne consiste plus seulement à acquérir des savoirs pour réaliser une tâche spécifique mais consiste plus largement à développer d'autres compétences telles que des compétences de communication et en management.
En France, la formation professionnelle est apparue dans les négociations collectives à la suite des manifestations de mai 1968. Quelques années plus tard, est née sa loi la plus emblématique, dite "loi Delors". Les principales évolutions dans la législation de la formation professionnelle en France ont été les suivantes  : Le 16 juillet 1971, la loi Delors relative à l’organisation de la formation professionnelle contenue dans le cadre de l’éducation permanente. Le 4 mai 2004, la loi relative à la formation professionnelle tout au long de la vie et le dialogue social. La 24 novembre 2009, la loi relative à l’orientation et la formation professionnelle tout au long de la vie. En décembre 2013, trois syndicats français signent l'accord sur la réforme de la formation professionnelle : la CFDT, la CFE-CGC et la CFTC. Ce texte a notamment conduit à la création d'un Compte personnel de formation (CPF),à la mise en place d'un entretien professionnel et d'un conseil en évolution professionnelle (CEP). La réforme est entrée en vigueur le 1er janvier 2015, en application de la loi n° 2014-288 du 5 mars 2014 relative à la « formation professionnelle, à l'emploi et à la démocratie sociale ». Le 5 mars 2014, la loi relative à la formation professionnelle, à l’emploi et à la démocratie,. Le 8 août 2016, la loi travail relative au travail, à la modernisation du dialogue social et à la sécurisation des parcours professionnels. La 5 septembre 2018, la loi relative à la liberté de choisir son avenir professionnel.
Le 26 juillet 2019, la loi pour une école de la confiance est promulguée. Avec cette loi, l'instruction obligatoire des jeunes jusqu'à 16 ans est complétée par l'obligation de formation jusqu'à l'âge de 18 ans,. L'objectif est qu'aucun jeune ne se retrouve dans une situation où « il ne serait ni en études, ni en formation, ni en emploi » et, ce faisant, de lutter contre les risques d'exclusion.

## Types de formations professionnelles en France
- Formation professionnelle initiale : Elle fait référence aux jeunes scolarisés, en université et en apprentissage. Elle donne lieu à l'obtention de diplômes tels que CAP, BEP, BAC pro. et, dans de l'enseignement supérieur, au BTS et la licence professionnelle. L'apprentissage permettant aux jeunes de 16 à 25 ans d'allier formation théorique et pratique pour ou un lycée professionnel.
- Formation professionnelle continue : Elle fait principalement référence aux salariés souhaitant développer certaines compétences et en asseoir d'autres. Elle est dispensée via le DIF, le CIF, ou encore la VAE[18].

- Action de Formation en Situation de Travail (AFEST)

Introduction L'Action de Formation en Situation de Travail (AFEST) est une méthode de formation professionnelle qui permet aux employés d'acquérir des compétences directement sur leur lieu de travail. Cette approche met l'accent sur l'apprentissage par l'expérience et la pratique, en intégrant des moments de réflexion pour analyser et consolider les acquis.Historique et Décret de 2018 La reconnaissance officielle de l'AFEST en France a été établie par le décret n° 2018-1341 du 28 décembre 2018. Ce décret a permis d'intégrer l'AFEST dans le Code du travail comme une modalité de formation à part entière. L'objectif était de favoriser le développement des compétences en permettant aux salariés de se former dans un contexte réel de travail.
RéférencesDécret n° 2018-1341 du 28 décembre 2018 relatif aux actions de formation et aux bilans de compétences.Ministère du Travail, "Guide de l'AFEST"

## Enjeux et cadre légal
Les chiffres publiés par la DARES montrent qu'en France, 32,6 milliards d’euros ont été dépensés en 2015 au titre de la formation professionnelle et de l’apprentissage. Paul Santelmann avance que la formation professionnelle peut être considérée comme un "nouveau droit de l’homme" du fait de ses enjeux pour l'individu mais aussi pour les entreprises et l'Etat. Ce budget important, qui équivaut à 1,5 % du PIB, répond à différents enjeux:
- Un enjeu national: les problèmes sociaux liés au chômage de masse renforcent la nécessité d’adapter les compétences des citoyens aux emplois d'aujourd’hui. Il s'agit notamment de compléter la formation des jeunes sortant du système scolaire, de pourvoir les emplois qui n’arrivent pas à être pourvus, de ramener vers le marché du travail les demandeurs d’emplois qui en sont très éloignés[20]. Il s'agit aussi de former les jeunes aux emplois de demain (adaptation aux nouvelles technologies, transition vers l'économie verte, incitation à la création d’entreprises). L’efficience de la formation professionnelle a été mise en question et sa réforme a fait l’objet du projet d’ANI du 14 décembre 2013[21],[22]. La refonte du système français de formation repose désormais sur davantage d’individualisation pour les personnes (par le biais du Compte personnel de formation et de l’entretien professionnel) et moins de mutualisation pour les entreprises. En outre, un nouveau système de financement de la formation professionnelle est instauré et une nouvelle instance de gouvernance du système (le Comité paritaire national pour la formation professionnelle et l’emploi, CPNFPE) est mis en place.
- Un enjeu pour les entreprises: le renforcement et le développement des savoir-faire techniques ou des comportements sont devenus des outils stratégiques de compétitivité.
- Un enjeu pour les salariés: au-delà de la formation initiale, la formation professionnelle renforce les capacités du salarié à vivre la mobilité professionnelle comme une opportunité et non comme une contrainte.

### Le budget formation
Le budget formation est un ensemble de ressources financières directement mobilisées pour le développement ou l’entretien des compétences en activité professionnelle. Il est composé, d’une part, des ressources financières issues de l’obligation de financement de la formation professionnelle par les entreprises et, d’autre part, des investissements de formation globaux relevant de la politique de formation de l’entreprise. Par définition, ce budget concerne la formation professionnelle des salariés au sein de l'entreprise.

#### Obligations légales
La participation financière au développement de la formation professionnelle continue est une obligation légale pour toutes les entreprises. Elle se traduit par des versements obligatoires aux organismes collecteurs et/ou par l'organisation de formations pour les salariés. Cette obligation de financement est de nature fiscale, ce qui justifie un contrôle par les services de l'État du respect des obligations ainsi que la production d'une déclaration annuelle recensant les dépenses effectuées par les entreprises. Le taux de participation diffère selon le nombre de salariés dans l'entreprise. Ces taux peuvent être augmentés par un accord collectif de travail. À la suite de la réforme de 2014, il n'y a plus que deux taux de contribution :
- pour les entreprises de moins de 10 salariés, le taux de contribution est de 0,55 % ;
- pour les entreprises de 10 salariés et plus, le taux de contribution est de 1 %.

Le 1er janvier 2015, les OPCA, ou Organismes paritaires collecteurs agréés, sont devenus les collecteurs uniques des contributions versées chaque année, au titre de la formation professionnelle continue. Les OPCA sont les seuls organismes habilités par les pouvoirs publics pour collecter des fonds. Il leur incombe de prodiguer des conseils et des informations concernant la mise en place des formations selon les besoins des entreprises en termes de qualification professionnelles. Les OPCA se divisent en deux catégories : les deux organismes interprofessionnels et interbranches que sont OPCALIA ou AGEFOS PME et les OPCA de branches. En outre, selon la nouvelle loi, les OPCA sont habilités à devenir OCTA (Organismes collecteurs de la taxe d’apprentissage). Depuis le 1er avril 2019, dans le cadre de la loi « pour la liberté de choisir son avenir professionnel », les OPCA ont été remplacés par les opérateurs de compétence (OPCO). Les OPCO ne collectent plus les fonds destinés à la formation, c'est désormais l'Urssaf qui s'en charge.

#### Plan de formation
Le plan de formation rassemble les actions de formation définies dans le cadre de la politique de gestion des ressources humaines de l’entreprise. Il peut également prévoir des actions de bilan de compétences et de Validation des acquis de l’expérience (VAE) et inclure des formations qui participent à la lutte contre l’illettrisme. Le plan de formation présente des formations obligatoires mais aussi des formations demandées par les salariés ou encore souhaitées par l'employeur. Les formations peuvent être individuelles ou collectives.
En ce qui concerne l'élaboration du plan de formation, différentes étapes sont nécessaires, dont la définition des objectifs, l'identification des besoins et de leur hiérarchie, la construction des parcours, la consultation des instances, la formation proprement dite puis son évaluation. Le plan de formation s’adresse à tous les salariés, quels que soient leur statut (CDI, CDD) et leur ancienneté. Son élaboration relève de la responsabilité pleine et entière de l’employeur, après consultation des représentants du personnel. La réforme de 2014 a instauré le Compte personnel de formation (CPF) en remplacement du Droit individuel à la formation (DIF). Le CPF reste actif jusqu'à la retraite, il est attaché à la personne. Par conséquent, la formation qu'il permet de financer s'adresse aussi bien aux salariés qu'aux chômeurs.
Outil stratégique, le plan de formation accompagne le développement de la performance de l’entreprise. À ce titre, il est un des éléments d’accompagnement de la Gestion Prévisionnelle des Emplois et des Compétences (GPEC). Il décrit les salariés concernés par les formations, les objectifs à atteindre, les actions à mettre en œuvre, les modalités d’organisation, la planification dans le temps et le budget consacré. La consultation du Comité d'entreprise (CE) sur le plan de formation est une obligation légale, organisée au cours de deux réunions spécifiques. La première, avant le 1er octobre de l'année en cours, dresse un bilan d'exécution du plan pour l'année en cours et pour l'année précédente. La seconde réunion, relative au projet de plan de formation, aux conditions de mise en œuvre des périodes, des contrats de professionnalisation et du droit individuel à la formation, intervient avant le 31 décembre.

#### Les organismes de formation
En 2021 - selon une étude du Céreq de novembre 2024, le marché de l’offre de formation est dominé par les organismes privés à but lucratif, qui représentent 86 % de l’effectif total, 57 % du chiffre d’affaires total et 70 % des entrées en formation. Mais 72 % des organismes de formation créés entre 2018 et 2021 sont des micro-organismes de formation qui regroupent principalement des formateurs individuels et des entreprises individuelles. Bien que très nombreux (56 % de l’effectif total), leur poids dans le chiffre d’affaires total demeure très faible (seulement 8 %). Les organismes privés à but non lucratif (13 % de l’effectif total) et les organismes publics (1 %) jouent également un rôle crucial, notamment dans la formation des demandeurs d’emploi et des alternants. Ils génèrent respectivement 21 % et 22 % du chiffre d’affaires global. Les employeurs restent les principaux clients des organismes de formation, mais la réforme de 2018 a permis une diversification des publics et des sources de financement. Les organismes publics et privés à but non lucratif ont notamment bénéficié d’une hausse des financements par les OPCO. De plus, environ un organisme de formation sur cinq déclare dans l’enquête avoir reçu des financements au titre du compte personnel de formation en 2021.

### Accès à la formation
Dans une étude publiée en avril 2024, le Céreq souligne que les salariés ayant exprimé le souhait de se former sont plus nombreux à suivre une formation (62 %) que ceux qui n'en ont pas exprimé le souhait (50 %). L'aspiration des salariés à se former peut être influencée par l'environnement professionnel. Les salariés en contrat temporaire ont 8 % de chance de moins que ceux en CDI d’exprimer un souhait de formation. Également, ceux qui travaillent dans des entreprises qui consacrent une part importante de leur masse salariale à la formation, sont plus susceptibles d'aspirer à se former. Mais la concrétisation de ces souhaits dépend de l’organisation régulière par les entreprises d’entretiens professionnels et de la diffusion d’information sur la formation. 70 % des salariés ayant participé à un entretien professionnel ont suivi une formation contre 35 % pour ceux qui n'en ont pas eu. Les salariés ayant bénéficié d’information sur les formations sont 64 % à avoir suivi une formation contre 37 % pour ceux non informés. L'étude révèle également que les inégalités d'accès à la formation persistent entre les salariés occupant des postes qualifiés et ceux occupant des postes non qualifiés. Même lorsqu'ils aspirent à se former, les salariés en emploi non qualifié ont moins de chances d'accéder à la formation que leurs homologues en emploi qualifié.

## Conceptualisation autour des dispositifs

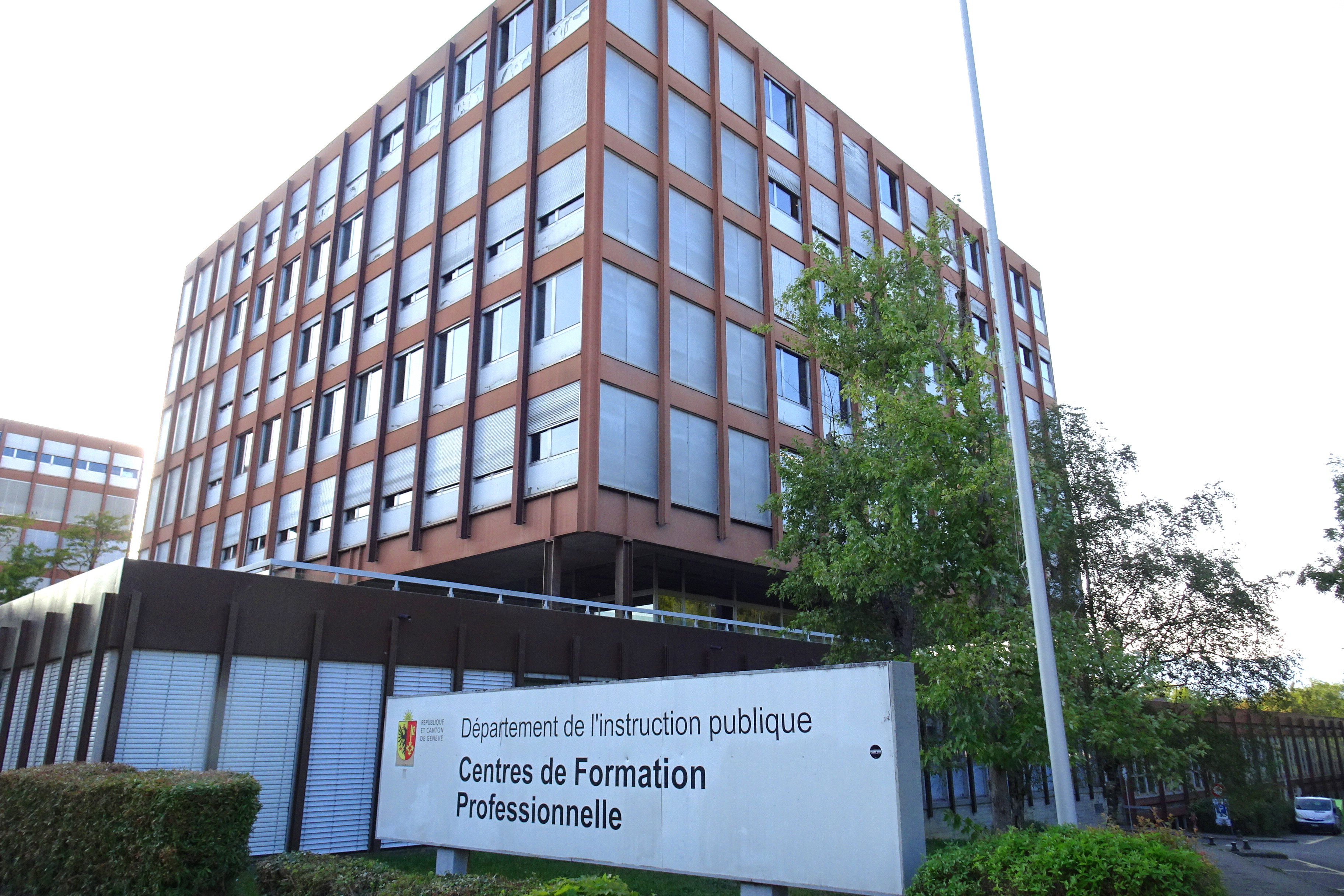
Centre de formation professionnelle

Selon Philippe et Aurélie Eray, l’optimisation des budgets de formation relève plus globalement de l’optimisation des dispositifs de formation professionnelle, démarche qui nécessite de mobiliser cinq composantes complémentaires:
1. L'ingénierie stratégique qui vise à interroger la stratégie de l'entreprise pour en faire émerger les compétences stratégiques.
2. L'ingénierie financière qui optimise les flux financiers et recherche les subventions.
3. L'ingénierie de développement des compétences qui actionne l'ensemble des leviers développeurs de compétences.
4. L'ingénierie psychosociale qui garantit l'envie d'apprendre et le transfert en situation de travail.
5. L'ingénierie de pilotage et de veille qui inscrit la formation professionnelle dans le temps long.

Des outils informatiques sont apparus afin de simplifier et automatiser ces processus, tels les logiciels de gestion de la formation.

### Ingénierie stratégique
L’ingénierie stratégique de la formation consiste en un ensemble de tâches relevant de la direction générale dont l'objectif est de fixer les voies du développement futur de l'entreprise tout en lui donnant les moyens organisationnels d'y parvenir. Reprenant la définition de Alfred Chandler, professeur de la Harvard Business School, la stratégie est « la détermination des buts et des objectifs à long terme d’une entreprise et l’adoption des actions et des allocations de ressources nécessaires pour atteindre ces buts ». Dans ce contexte, la formation va permettre à l’entreprise de mener à bien les activités choisies mais aussi de concrétiser l’avantage concurrentiel visé. Pour qu’une entreprise puisse exécuter sa stratégie, le premier impératif est de disposer des compétences nécessaires à l’exercice de ses activités.
Selon Yves Cannac, la compétence se distingue nettement de la connaissance en ce qu’elle associe toujours au savoir un savoir-faire et un savoir être. Il ajoute que la compétence est un savoir issu de l’entreprise – devenue un « système éducatif » – et validé par l’action. Considérée sous l’angle de la stratégie, la compétence est donc un objectif central de la formation.
La compétence individuelle ne suffit pas cependant à assurer la performance collective. Le déploiement efficace d’une stratégie exige des salariés non seulement des compétences appropriées, mais aussi un haut niveau d’engagement ainsi qu’une forte culture commune. L’approche de gestion de compétences vise à utiliser la compétence comme élément central de la gestion du capital humain au sein de l’organisation. Elle offre de la flexibilité et permet de mieux survivre aux fréquents changements et réorganisations que peut subir l’entreprise, ces derniers exigeant de nouveaux apprentissages et de nouvelles compétences. A ce titre, l'arbre des compétences, peut constituer un outil de cartographie des compétences stratégiques de l’entreprise.

### Ingénierie financière
L’ingénierie financière des budgets de formation consiste à :
1. Calculer avec précision les coûts des formations prévues dans l’année ;
2. Rechercher la meilleure articulation entre les différents dispositifs de formation ;
3. Identifier les possibilités de cofinancements externes pour minimiser la dépense.

Les coûts peuvent être décomposés en coûts pédagogiques (frais de fonctionnement de l’organisme de formation, frais d’animation, frais de documentation, location de salle...) et en frais de transport, d’hébergement et de restauration des salariés en formation.
En France, les entreprises ont l'obligation de participer au financement de la formation professionnelle continue sous la forme de cotisations obligatoires à des organismes paritaires collecteurs agréés (OPCA), auxquelles peuvent s'ajouter des dépenses exposées directement par l'entreprise dès lors qu'elles remplissent les critères légaux d'imputabilité, c'est-à-dire d'éligibilité à leur prise en compte au titre de la formation. L'obligation fiscale de financement de la formation professionnelle est à la charge exclusive des employeurs, les salariés ne contribuant pas de manière obligatoire au financement de leur propre formation.

#### Dispositifs de formation
Il existe en France différents dispositifs de formation dont l'activation dépend de l’origine de la décision. Ainsi, dans le Plan de formation, les actions sont décidées par l'entreprise et considérées comme obligatoires pour le salarié. Dans le cadre du DIF, les actions de formation étaient co-décidées avec les salariés. Dorénavant, avec le CIF, il est possible d'engager des actions de formation que l'entreprise n'est pas prête à prendre en charge intégralement dans le cadre du plan.
Rien n'interdit qu'une même action de formation soit suivie en ayant recours à différents dispositifs qui se combinent. L’appui à l’ingénierie financière et administrative, fourni par les conseillers de l’OPCA dont relève l’entreprise, a pour objectif d’aider à la construction du plan de formation. Cet appui peut être intéressant pour les TPE / PME qui peuvent déléguer à l’OPCA cette dimension d’ingénierie financière et d’optimisation des moyens.
Les entreprises développent, parfois à titre principal, d’autres formes de professionnalisation que l’action de formation telle qu’elle est aujourd’hui définie dans le champ normatif, c’est-à-dire au titre de l’imputabilité. La notion de professionnalisation est appréhendée de façon plus large que la définition légale et couvre toutes les formes d’acquisition ou de transmission de compétences : professionnalisation et alternance, formation non formelle ou mise en situation de travail, mentorat, transfert de compétences, etc.
On peut regretter que le périmètre de l’action de formation reste souvent enfermé dans la définition de ce qui est imputable. Cela conduit à nier une partie de ce qui relève pourtant d’un processus "formatif" et plus globalement à sous-estimer une partie des actions de formation conduites par les entreprises, car non traduites dans les déclarations fiscales.

#### Financements
L'État français accompagne les entreprises qui dépassent leur obligation légale de financement de la formation professionnelle par l'intermédiaire de subventions ou d'exonérations fiscales. Il s'appuie parfois sur les crédits du fonds social européen. Les conseils régionaux ont également la possibilité d'intervenir pour participer au financement d'actions de formation organisées par des entreprises. Enfin, les entreprises peuvent bénéficier de financements de la part d'organismes particuliers, par exemple Pôle emploi en cas d'embauche d'un salarié ou l'Agefiph (Association de gestion pour la formation et l'insertion des personnes handicapées) lorsque les personnes concernées ont la qualité de travailleur handicapé.

##### Engagement de Développement de l'Emploi et des Compétences (EDEC)
Les Engagements de Développement de l'Emploi et des Compétences (EDEC) se sont substitués en 2005 aux anciens dispositifs d'Engagement De Développement de la Formation (EDDF). Ce dispositif est ouvert aux entreprises qui peuvent bénéficier d'une aide de l'État si elles mettent en place des actions visant à anticiper et à accompagner l'évolution des emplois et des qualifications.
Les demandes d'aides au titre des EDEC sont déposées auprès des organismes relais désignés pour la gestion des conventions cadre. Pour connaître les organismes relais, il convient de s'adresser à la direction régionale des entreprises, de la concurrence, de la consommation, du travail et de l'emploi (Direccte). L'aide de l'État varie entre 25 % et 80 % du coût du projet.

##### Fonds social européen(FSE)
Le FSE est un outil d’intervention financière de l’Union Européenne qui, entre autres, finance les projets dans le domaine de l’emploi et de la formation. Il est développé, sur le plan opérationnel, sous forme de programmes pluriannuels couvrant la période 2021-2027.
On peut citer parmi les objectifs du FSE le soutien aux « emplois de qualité, l’éducation, les compétences ».
La particularité du FSE est de n'intervenir que pour le cofinancement de projets, la condition de l'intervention étant que les projets en question reçoivent un concours public national (y compris les fonds des OPCA). Les demandes sont à adresser aux Direccte, à l'exception des projets nationaux impliquant des établissements dans différentes régions qui pourront être gérés au niveau national et devront être adressés au Ministère du travail.

##### Conseils régionaux
Les conseils régionaux sont compétents pour intervenir financièrement auprès des entreprises dans le domaine de la formation professionnelle. Ils peuvent le faire selon différentes modalités. La gestion de ces interventions est assurée par les services techniques des conseils régionaux auprès desquels l'entreprise doit s'adresser pour connaître les financements existants et les conditions pour en bénéficier.

### Ingénierie de développement des compétences
L’ingénierie de développement des compétences renvoie à une démarche destinée à développer les compétences individuelles, collectives, actuelles et futures de l’entreprise et à en assurer l'adéquation à l’évolution interne et externe à l’entreprise. Cette démarche prône l’alternance entre les moments d’apprentissage de contenus formalisés (connaissances techniques, procédures…) principalement en formation et les moments de construction des savoirs de l’action (expérience, savoir-faire, habiletés…) surtout en situation de travail.
La notion d’ingénierie de développement des compétences est plus large que celle d’ingénierie stratégique de la formation en ce qu'il s’agit non seulement d’acquérir de nouvelles compétences mais aussi de les entretenir et de les inscrire dans un processus de développement permanent.
Le concept de compétence mobilisé ici est polysémique. Il varie selon les auteurs et la diversité des domaines d’application. On peut l'appréhender à la manière de Maurice de Montmollin pour qui la compétence est « un ensemble stabilisé de savoirs et de savoir-faire, de conduites types, de procédures standard, de types de raisonnement que l'on peut mettre en oeuvre sans apprentissage nouveau ». Il a ensuite proposé une distinction en trois composantes de la compétence: les connaissances qui permettent de comprendre comment ça marche (les savoirs théoriques ou procéduraux) qui peuvent être acquises par une formation préliminaire, les savoir-faire qui indiquent comment faire marcher (qui correspondent aux savoir-faire procéduraux) et les méta connaissances qui permettent de gérer les connaissances et ne sont acquises que par l’expérience. La définition de Malglaive renvoie à l’idée d’un double registre de savoirs : celui des « connaissances », comprenant les savoirs « théoriques » et les savoirs « procéduraux », qui sont de nature symbolique ; et celui des « savoirs de la pratique », comprenant, d’un côté, les « savoir-faire », et, de l’autre, les « savoirs pratiques ». Pour Malglaive, les savoir-faire sont ceux qui guident l’action (ils peuvent être formalisés en savoirs procéduraux) tandis que les savoirs pratiques sont ceux qui sont « directement liés à l’action et à son déploiement » et restent non formalisables.

### Ingénierie de pilotage et de veille
L’ingénierie de pilotage et de veille en matière de formation professionnelle permet à l’entreprise de bénéficier « d’un retour d’expérience formalisé et d’un vivier d’intervenants et de relais de qualité ». Elle participe de la démarche d’optimisation des processus de ressources humaines de façon à contribuer à la performance globale de l’entreprise en matière d 'adaptation des ressources internes à l’activité et d'amélioration de la politique de mobilité interne.
L'activité de veille est utile à la décision mais suppose que l’équipe des ressources humaines dispose de moyens pour la mettre en œuvre, en interne et en externe.
Le pilotage consiste à se doter d’outils, tableaux de bord et indicateurs, permettant de mesurer (et de rendre compte) la satisfaction des besoins de formation. Selon Alain Meignant, trois axes ou 3P peuvent être retenus : Performance, Projets, Parcours. La Performance désigne le niveau de compétence, individuelle ou collective acquise grâce à la formation. Les Projets concernent la contribution de la formation au développement des compétences nécessaires à la mise en œuvre de la stratégie de l'entreprise et à l'accompagnement des projets de politique RH (mobilité, évolution de l’organisation). Le Parcours mesure la satisfaction des « clients » de la formation (stagiaires, managers, dirigeants).

## Efficacité
Finalement, la formation professionnelle fait l'objet de peu d'évaluation. En butte à des difficultés de mise en œuvre, les entreprises se contentent pour 66 % d’évaluer la satisfaction. Ainsi, les entreprises ne sont que 40% à mettre en place un dispositif pour évaluer l’acquisition de compétences et, en 2010, seule une entreprise sur cinq a cherché à évaluer l’impact des actions de formation sur les performances économiques.
Il convient de distinguer "l’efficacité institutionnelle" de "l’efficacité individuelle" . En effet, dans l’enseignement français les dispositifs de formation se font au regard de programmes à l’initiative de l’institution et ce sont les résultats par rapport aux objectifs visés qui prévalent de l’efficacité. Toutefois, chaque apprenant développe des stratégies d’apprentissage propres qui sous tendent que l’efficacité serait alors fonction de l’usager. Enfin, estimer l’efficacité nécessite d'examiner dans quelle mesure les objectifs prévus par un "processus" sont atteints. Il faut ainsi pouvoir déterminer les méthodologies adaptées et sélectionner les indicateurs pertinents à leur évaluation. In fine, l'évaluation va reposer sur « des choix à la fois théoriques, méthodologiques et techniques de représentation des relations formations-emplois qui sont lourds d’enjeux et de valeurs ».
A ce titre, on distingue traditionnellement deux grands types d’indicateurs : les indicateurs externes et les indicateurs internes. L'évaluation de l'efficacité de la formation professionnelle est un problème fréquent dans les entreprises. La recherche en gestion des ressources humaines s'est depuis longtemps penchée sur cette question et, malgré les avancées significatives sur le sujet, les pratiques d'évaluation en entreprise sont encore rarement développées. Depuis quelques années on voit apparaître des approches de traitements statistiques appelées Analyse des données de l'apprentissage. Ces approches ont pour objectif d'isoler les impacts de la formation dans un environnement défini pour permettre ensuite d'améliorer les pratiques de formation. Un modèle d'évaluation de la formation souvent utilisé est le modèle à 4 niveaux de Donald Kirkpatrick, un chercheur américain.

### Indicateurs externes
Les indicateurs externes de la formation professionnelle cherchent à évaluer les effets induits par l'action de formation. Les indicateurs vont varier selon les parties prenantes concernées:
- Pour les pouvoirs publics, des indicateurs tels le taux d’accès à la formation, le taux de diplômés ou de certifiés au sein d’une population de référence (génération, cohorte, ensemble des salariés) ou encore le taux d’insertion peuvent être des indicateurs externes utilisés pour mesurer l’efficacité d’une politique de formation.
- Pour une entreprise, des indicateurs tels que le ROI (Return On Investment, ou retour sur investissements) ou ROE (Return On Expectation, retour sur les attentes ) permettent d’estimer l’impact de la formation sur des indicateurs financiers ou chiffrés (chiffre d’affaires, croissance de l’entreprise, croissance de vente, etc.).
- Pour un responsable de formation ou de ressources humaines, des indicateurs estimant la satisfaction des salariés permettent d’établir la pertinence de l’offre de formation proposée.
- Pour les individus, l’évaluation externe du bénéfice de la formation peut être réalisée à l’aide d’indicateurs objectifs tels que le changement professionnel (statut, d’emploi, accès à l’emploi, etc.) ou encore la progression du salaire. Elle peut aussi être appréhendée à l’aide de méthodes qualitatives permettant d’apprécier l’effet de la formation sur un ensemble de dimensions plus subjectives telles le sentiment de montée en compétences, l’effet de la formation sur l’épanouissement au travail, la réconciliation d’aspirations de formation insatisfaites, etc. La prise en considération de la psychologie positive et la dynamique motivationnelle dans la formation d’adulte peut jouer un rôle : un apprenant fera face aux difficultés et sera en mesure de persévérer s’il croit qu’il peut obtenir les résultats qu’il désire par ses actes[42].

### Indicateurs internes
Les indicateurs internes permettent d’évaluer l’apprentissage des participants en termes d’acquisition de connaissances et de compétences sachant que l'évaluation peut être réalisée à différents moments par les concepteurs pédagogiques: au début de la formation (repérage du niveau de connaissances ou de compétences initial), pendant la formation (mesure des progrès), à l'issue de la formation (évaluation des connaissances et compétences acquises, obtention d’une attestation, certification, titre ou diplôme).

### Modèle de Kirkpatrick
L’une des méthodes les plus connues en matière d’évaluation de la formation professionnelle est la catégorisation proposée par Kirkpatrick (1959) qui permet d’articuler les différents indicateurs. Quatre niveaux d’évaluation de la formation professionnelle continue sont considérés.
1. Le niveau 1 est celui de l'évaluation "à chaud" qui consiste à mesurer la satisfaction du salarié à l'issue de l’expérience de formation.
2. Le niveau 2 est celui de l'évaluation de l’acquisition de compétences ou connaissances visées pendant la formation.
3. Le niveau 3 est celui de l'évaluation du transfert de ces compétences, de leur réutilisation dans le contexte professionnel afin d’établir si les participants ont, à l’issue d’une formation, appliqué les compétences et connaissances visées par celle-ci (évaluation dite "à froid").
4. Le niveau 4 est celui de l’impact de la formation sur la performance économique du salarié et de l’entreprise.

Évaluer l’efficacité d’une formation nécessite donc de déterminer si les objectifs fixés par l’une ou plusieurs des parties prenantes de la formation ont été atteints à l’issue d’une action de formation, à un horizon plus ou moins long, grâce à l’utilisation d’un ou plusieurs indicateurs adaptés. Mais l’acte d’évaluation consiste aussi à identifier le rôle spécifique de la formation dans l’atteinte de ces objectifs. Autrement dit, évaluer nécessite de mesurer la part de responsabilité de la formation dans la réussite, de pouvoir identifier le rôle tenu par la formation dans l’atteinte des objectifs alors même que d’autres facteurs environnementaux peuvent interférer et l’influencer .

### Une efficacité difficile à évaluer
L'efficacité de la formation professionnelle reste très difficile à évaluer :Les pratiques d’auto-évaluation et de mesure de la satisfaction des stagiaires sont courantes. Mais dans son travail d’analyse sur la satisfaction en formation d’adultes, Nora Yennek  citant Philippe Carré(2001) sur l’efficience de la formation pose la question de savoir pourquoi évaluer la satisfaction si celle-ci n’est pas un indicateur de l’efficacité de la formation; efficacité étant entendue, dans la terminologie de la recherche, au sens d’apprentissage.
Les évaluations sont partielles et souvent conditionnées par la difficulté de leur mise en oeuvre,.
Pourtant,  certains chercheurs suggèrent, à l’instar de Philippe Carré, qu’« une formation efficiente, c’est-à-dire capable d’optimiser le rapport entre ses résultats et ses coûts , doit être co-construite et co-produite avec l’apprenant,(…) ; On ne pourrait en effet faire abstraction de la notion de motivation et des trois concepts qui vont induire l’efficience d’une formation : le sentiment d’autodétermination, la perception de compétences et le projet 
La notion de compétences doit également être présente car on ne sait évaluer que lorsque l’on sait ce qu’est une compétence,.
Les pouvoirs publics s’attachent à cette reconnaissance en légiférant, par la loi du 5 septembre 2018 (mise en application le 1er janvier 2019), la mise en place de la certification QUALIOPI  dans le domaine de la formation,. Il s'agit d'une certification de processus permettant de garantir la qualité d'un certain nombre d'indicateurs, délivrée par des organismes certificateurs accrédités par le COFRAC. On dénombre environ 45 000 organismes de formation certifiés Qualiopi en octobre 2023. La qualité de ce label est contestée par la Cour des comptes, qui estime qu'il présente peu de garanties quant à la qualité du contenu ou à la pertinence au regard de l’insertion professionnelle.
Par ailleurs, l'impact d'une action de formation sur la performance globale de l'entreprise est rarement investigué du fait de la difficulté à isoler l'effet "pur" de la formation de celles d'autres facteurs qui concourent aussi à cette performance.
Quant à l'impact du passage en formation sur l'évolution de carrière d'un salarié, sa promotion salariale ou sa mobilité professionnelle, les études ne font pas consensus. Il apparaît que « l’entrée en formation est une condition de plus en plus nécessaire mais de moins en moins suffisante pour progresser professionnellement ».
Sur la base de 72 études réalisées sur les pays de l'OCDE, Moktar Lamari (2011) a évalué le taux de rendement de la formation professionnelle continue pour les entreprises publiques dans une fourchette de 8 à 15 % mais avec un taux de dépréciation annuelle de l'ordre de 5 %. En d'autres termes, s'il est intéressant de permettre aux salariés d'acquérir de nouveaux savoirs et compétences, ceux-ci sont rapidement périssables et doivent être entretenus par des formations continues.

## Critiques
Depuis plusieurs décennies, la gestion de la formation professionnelle en France est régulièrement mise en cause par les pouvoirs publics eux-mêmes, les parlementaires, Tracfin, l'Inspection générale des affaires sociales et la Cour des comptes tandis que les enquêtes de certains journalistes ont mis au jour des escroqueries et parlent de « détournements massifs de fonds au profit d'escrocs, charlatans, gourous».
Ainsi, la Cour des comptes dénonce régulièrement le caractère massif et la facilité des fraudes à la formation, dus au manque de contrôleurs et à des conditions d'accès peu rigoureuses au statut de formateur. Selon Élise Lucet, seuls 13 % des 30 milliards d'euros consacrés à la formation professionnelle servent effectivement à la formation des chercheurs d'emploi.
Paul Santelmann considère que l'appareil de formation professionnelle continue s'est tellement fragmenté (on en compte aujourd'hui 66 000) que cela ne permet plus de peser dans le cadre des réformes. En outre, il est très critique vis-à-vis de l'offre de formation qu'il trouve trop convenue (informatique, anglais, ...) et insuffisamment tournée vers les grands enjeux (transition écologique, mutations technologiques).
D'après Capital, en 2009 bien peu d'organismes de formation sur les 48 600 organismes recensés sont vraiment sérieux. Le magazine donne comme exemple une formation à la création d’entreprise qui fournit des informations juridiques périmées ou complètement fausses, des formations avec des formateurs incompétents, des formations sérieuses mais pour des métiers sans débouchés, des formations délivrées par des sectes, et des formations fictives sans élèves organisées avec la complicité de certaines sociétés pour encaisser les financements donnés par les Opca. En 2021, Capital indique que des escrocs appellent des particuliers par téléphone ou mail et obtiennent illégalement des accès aux CPF, ce qui leur permet d'enclencher une fausse formation et d'encaisser ainsi l'argent de l'état. D'autres escroqueries consistent à proposer des formations vides de contenu aux personnes démarchées.

### Reportage
- Cash investigation : « Cash investigation - Formation professionnelle, le grand détournement / intégrale », compte YouTube officiel.